# ژان میشل موتیه
ژان میشل موتیه (انگلیسی: Jean-Michel Moutier؛ زادهٔ ۱۸ مارس ۱۹۵۵) بازیکن فوتبال اهل فرانسه است.
از باشگاه‌هایی که در آن بازی کرده‌است می‌توان به باشگاه فوتبال پاری سن ژرمن و باشگاه فوتبال نانسی اشاره کرد.